# Ferbežari
Ferbežari su naselje u Hrvatskoj u sastavu Grada Čabra. Nalaze se u Primorsko-goranskoj županiji. 

## Zemljopis
Sjeverozapadno su Crni Lazi i Ravnice, sjeverno su Srednja Draga i Makov Hrib, sjeverno-sjeveroistočno je Prhutova Draga, sjeveroistočno su Vrhovci, istočno su Lazi, jugoistočno su Tršće, Kraljev Vrh, južno-jugoistočno je Selo.

## Stanovništvo
| broj stanovnika | 50    | 61    | 45    | 38    | 53    | 54    | 40    | 66    | 62    | 70    | 70    | 60    | 55    | 39    | 28    | 32    | 30    |
|                 | 1857. | 1869. | 1880. | 1890. | 1900. | 1910. | 1921. | 1931. | 1948. | 1953. | 1961. | 1971. | 1981. | 1991. | 2001. | 2011. | 2021. |